# Chiesa di San Giuseppe Benedetto Cottolengo (Grosseto)
La chiesa di San Giuseppe Benedetto Cottolengo è un edificio religioso situato a Grosseto. È dedicata al fondatore della Piccola Casa della Divina Provvidenza, san Giuseppe Benedetto Cottolengo, e si trova nella parte orientale dell'area urbana cittadina, in via Scansanese.

## Storia
La chiesa fu voluta negli anni trenta del XX secolo dal vescovo Paolo Galeazzi come una delle due prime parrocchie al di fuori del centro storico, insieme alla chiesa di San Giuseppe di Barbanella. A differenza di quest'ultima, tuttavia, la costruzione del complesso venne ritardata dalle complicazioni della guerra e la posa della prima pietra avvenne solo a conflitto concluso il 29 giugno 1946.
Progettata dall'ingegnere Ernesto Ganelli, la nuova parrocchiale andava a servire la zona orientale della città che ancora si presentava scarsamente urbanizzata ed era caratterizzata da vari insediamenti sparsi, quali le case lungo via Scansanese, il villaggio degli Sfrattati e il cimitero di Sterpeto. La parrocchia venne istituita dal vescovo Galeazzi l'11 settembre 1946 e fu riconosciuta civilmente il 5 giugno 1948. I lavori si protrassero per un lustro e la chiesa fu solennemente consacrata il 29 aprile 1951.
Nel corso degli anni cinquanta l'edificio religioso venne ulteriormente decorato, sia al suo interno che all'esterno, dotato di un organo (1951), un battistero (1952), stazioni della via crucis (1954), di un grande crocifisso ligneo e del monumento esterno a Maria immacolata (1958), un mosaico nell'abside (1959). Nel 1960 venne realizzato il piazzale esterno antistante all'ingresso.
L'intero complesso fu restaurato nel 1990 con il rifacimento dell'area presbiterale.

## Descrizione
La chiesa di San Giuseppe Benedetto Cottolengo presenta tracce storiciste afferenti allo stile neoromanico.

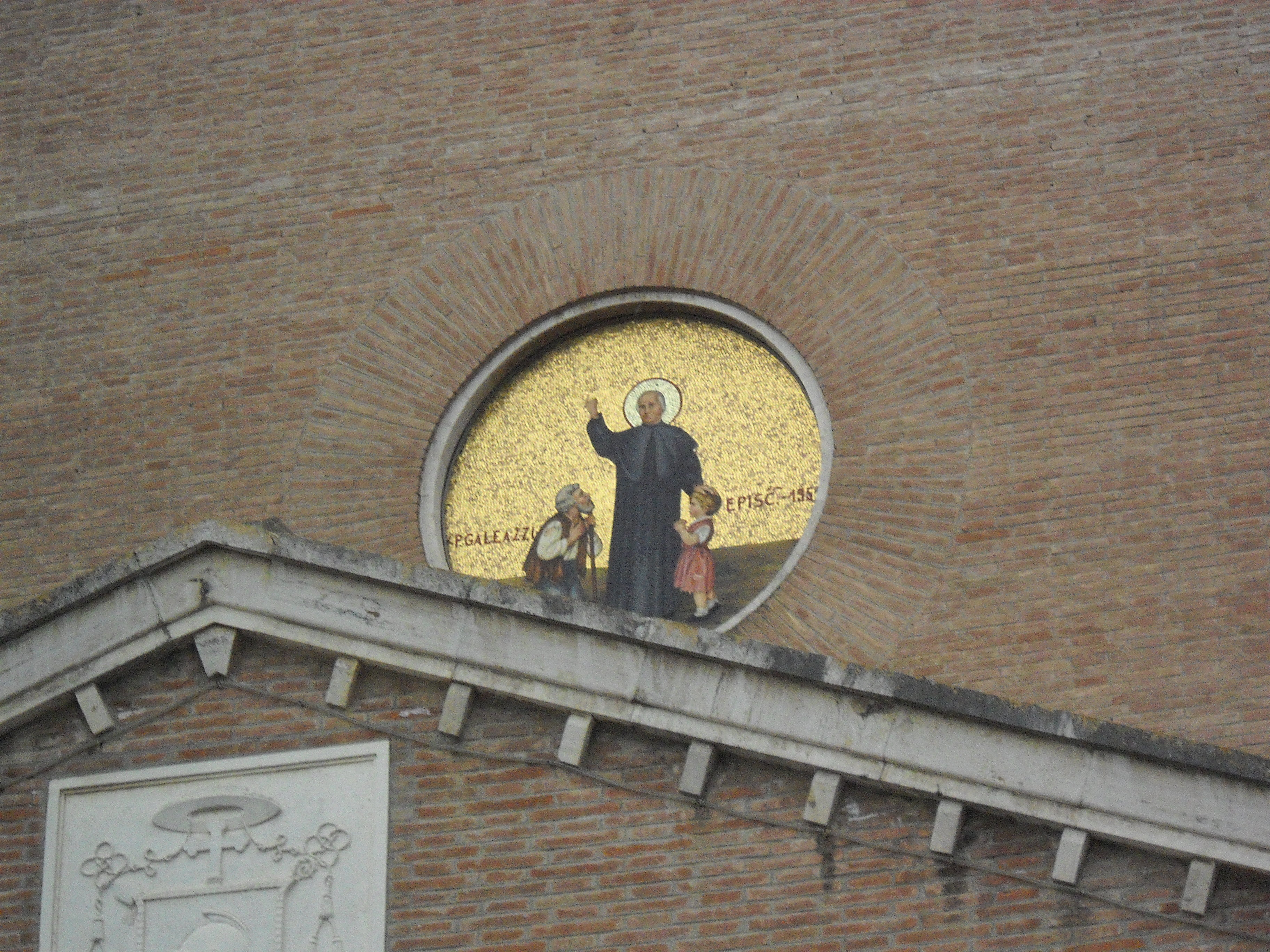
Particolare del rosone

Le pareti esterne e parte di quelle interne sono rivestite in laterizio. La facciata è preceduta da un pronao con copertura a volta, cui si giunge salendo una gradinata, che si articola su tre ordini con arcate a tutto sesto: sulla sommità, campeggia lo stemma del vescovo Galeazzi. La parte inferiore della facciata propriamente detta (delimitata dal pronao) presenta, al centro, il portale d'ingresso con arco a tutto sesto, affiancato lateralmente da due nicchie, in ciascuna delle quali è collocata una statua. Nella parte superiore della facciata si apre, al centro, un rosone istoriato di forma circolare che contiene un mosaico raffigurante il santo.
Alla sinistra dell'edificio religioso si eleva il campanile a cinque ordini, con i quattro inferiori caratterizzati dalla presenza di una monofora a tutto sesto e quello superiore da una bifora corrispondente alla cella campanaria; la cuspide sommitale è di forma piramidale a sezione esagonale.
L'interno della chiesa è suddiviso in tre navate delimitate da colonne con capitello su cui poggiano le arcate a tutto sesto rivestite in laterizio. Molto caratteristico è l'abside semicircolare con decorazione a mosaico risalente al 1959.
All'interno sono custoditi uno stendardo processionale attribuito a Ventura Salimbeni, oltre a un dipinto proveniente dalla sconsacrata chiesa dei Bigi che raffigura l'Assunzione e l'Incoronazione di Maria tra due corone di angeli e una di serafini, con i santi Tommaso, Lodovico e Gherardo. Inoltre, spiccano all'interno anche l'organo e il grande crocifisso ligneo. Gli arredi interni originari, come le panche, il pulpito, i confessionali e vari oggetti liturgici sono opera dello stesso ingegnere Ganelli, progettista della chiesa.